# El Guabo (Ekwador)
El Guabo – miasto w Ekwadorze, w prowincji El Oro, siedziba kontonu El Guabo.